# Сарсенбаєв Алтинбек Сарсенбаєвич
Алтинбе́к Сарсенбаюли (каз. Алтынбек Сәрсенбайұлы; 12 вересня 1962, село Кайнар, Наринкольський район, Алматинська область, Казахська РСР — 13 лютого 2006, Талгарський район, Алматинська область, Казахстан) — казахський опозиціонер, очільник демократичної партії «Ак Жол» («Світлий шлях»). Доктор політичних наук.

## Життєпис
Закінчив Московський державний університет імені М. В. Ломоносова (1985).
Міністр друку і масової інформації (1993—1995).
Голова Національного агентства у справах преси та масової інформації (1995—1997).
Міністр інформації та суспільної злагоди (1997—1999).
Міністр культури, інформації та суспільної злагоди (1999—2001).
Секретар Ради безпеки Республіки Казахстан (травень-грудень 2001).
З 25 січня 2002 по 4 листопада 2003 років — Надзвичайний і повноважний посол Республіки Казахстан в Російській Федерації.
З 9 листопада 2003 року — співголова (разом з Б. Абіловим, Л. Жулановою, А. Байменовим і У. Джандосовим) демократичної партії «Ак Жол».

### Смерть
У понеділок поблизу Алма-Ати знайшли тіло відомого місцевого опозиційного політика.
Обставини його смерті залишаються загадковими. Зокрема, за інформацією агенції «АПН-Казахстан», тіло опозиціонера та двох осіб, які його супроводжували знайшли в автомобілі. Агенція «Фергана» повідомила, що Сарсенбаюл загинув унаслідок нещасного випадку під час полювання. Незалежні експерті схиляються до думки про вбивство з політичних мотивів.
Незадовго до смерті 43-річний політик різко висловлювався про політичну ситуацію в країні. Він вважався найнезручнішим опозиційним політиком Казахстану.